# 宮原誠一

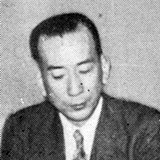
宮原 誠一

宮原 誠一（みやはら せいいち、1909年8月26日 - 1978年9月26日）は、日本の教育学者。東京大学名誉教授。専攻は社会教育学。彼の教育学の核心は自己教育ととしての社会教育、共同学習と相互教育の連動であり、それを簡明に論説したのが戦前の「形成と教育」（1940）、戦後の「教育の本質」（1949）や「社会教育の本質」（1949）である（山田正行『平和教育の思想と実践』同時代社、2007年、参照）。

## 人物
東京生まれ。旧制水戸高校を経て東京帝国大学文学部教育学科卒業後、新興教育研究所、教育科学研究会で活動ののち、1940年法政大学講師。戦後は文部省社会教育局勤務などを経て、1953年東京大学教育学部教授。1957年『教育学事典』の編纂で毎日出版文化賞受賞。1971年定年退官。東京大学教育学部の草創期を支えた人物の一人で、教育学の勝田守一、教育行政学の宗像誠也と共に、「3M（スリー・エム）」と並び称される。
戦前は教育科学運動を推進した。戦後の教科研再建運動にも携わる。教育の社会的規定性を重視し、「教育的価値」の存在を認める勝田守一と論争した（勝田・宮原論争）。青年教育論の分野にも先駆的な業績がある。

## 戦争責任隠蔽問題
矢川徳光、梅根悟ら、戦前・戦中期に活躍した教育学者には、戦後、戦時中の戦争協力を煽った論文や文書や業績を省略・削除・隠蔽する者がいたが、宮原は、国土社から『宮原誠一教育論集』（全7巻）が刊行されているが、戦前における論考のいくつかは、宮原自身によって削除されている。また、略歴や業績などでも、当時の戦争協力を煽った論文や文書を省略、つまり隠蔽している。
長浜功元東京学芸大学教授は、宮原を次のようにきびしく批判している。
また、「進歩的文化人」が戦時中は「戦争は人類進歩の原動力」と極言して体制迎合し、戦後になると平和主義者・民主主義者に豹変したという暴露本『進歩的文化人　学者先生戦前戦後言質集』には宮原について、つぎの副題が付けられている。
以上の議論に関して、山田正行は「記憶の風化と歴史認識に関する心理歴史的研究―抵抗と転向の転倒―」の2「長浜功における戦争責任追及の問題」（『社会教育学研究』第12号、2007年４月）で検討した。宮原の「教育への反逆」大河内一男〔他〕『抵抗の学窓生活』要書房（1951）も参考になる。彼が治安維持法体制下で非合法の実践にも関与していたことは記録に残りにくいが、だからこそ重要であり、洞察が必要・重要である。

## 論文
- 「講座はどこを狙ったか」 『敎育科學研究』 第2巻 7号 (1940)

## 著書
- 文化政策論稿 新経済社 1943年
- 教育と社会 金子書房 1949年
- 教師論 1950年 要選書
- 北の子南の子 牧書店 1954年 （学校図書館文庫）
- 家庭と学校 岩波書店 1954年 （岩波婦人叢書）
- 教育学ノート 1956年 （河出新書)
- 青年期教育の創造 国土社 1962年
- 教育史 東洋経済新報社 1963年 （日本現代史大系）
- 青年期の教育 1966年 （岩波新書）
- PTA入門 国土社 1967年 （ホームライブラリー）、1990年に現代教育101選シリーズの8巻として再刊
- 宮原誠一教育論集 全7巻 国土社 1976-1977年
- 夕陽 宮原誠一遺稿 宮原喜美子 1980年9月

## 共編著
- 社会教育 教育の社会計画をどうたてるか 光文堂 1950年
- 日本のPTA 宮原喜美子共著 国土社 1951年
- 小学生の母のしおり 上飯坂好実共著 東洋経済新報社 1953年 （家庭文庫）
- みどりの世代 女子高校生の心理 立花三郎共編 国土社 1955年
- 未来の教師 教育系大学学生の手記 牧書店 1955年
- 職業 有斐閣 1956年 （らいぶらりい・しりいず）
- 生産教育 1956目年 国土社教育全書
- 子どもの才能を伸ばす父親の条件母親の条件 乾孝共著 知性社 1958年
- 青年の学習 勤労青年教育の基礎的研究 国土社 1960年
- 小学一～六年生の学級改造 周郷博、宮坂哲文共編 国土社 1961年 （学級経営シリーズ）
- 中学一～三年生の学級改造 周郷博、宮坂哲文共編 国土社 1962年 （学級経営シリーズ）
- すばらしい家庭教育 親と子のふれあいのために 太平出版社 1968年
- 生涯学習 東洋経済新報社 1974

## 翻訳
- 科学の時間 クレイグ、ヒル 共訳 時事通信社 1950年 （科学の世界）
- 科学のくにへ クレイグ・ハーレー 時事通信社 1950年8月 （科学の世界）
- 学校と社会 ジョン・デュウイー 春秋社 1952年 のち岩波文庫
- 科学のくふう クレイグ、ハイド 時事通信社 1952年
- 発明ものがたり 人間は奇蹟をつくる ヴァン・ルーン 法政大学出版局 1955年